# Zelený vrch (Prachatická hornatina)
Zelený vrch (německy Grünberg) je 806 metrů vysoká hora v Žernovické vrchovině. Nachází se 1,2 km severně od vsi Klenovice. Na jihozápadním okraji vrcholové plošiny, ve vzdálenosti 460 m od vlastního vrcholu, se zvedá mohutná žulová skalní věž nazývaná Vysoký kámen.

## Přístup
Na vrchol a na skalní věž vede lesní cesta od rozcestníku Klenovice na modré a zelené turistické značce. Po zhruba 750 m se vlevo nachází skalní věž s mnoha dalšími menšími skalními útvary a vpravo cesta k vrcholu.

## Vrchol
Na vrcholu se nachází příhradový stožár BTS mobilních operátorů. Skalní věž Vysoký kámen s vrcholovým křížem je využívána pro lezení s lanem a skalní útvary v okolí jsou vhodné k boulderingu.